# Affaire Omnic
L'affaire OMNIC évoque l'association loi de 1901 du même nom, Omnic (Office municipal nantais d'information et de communication) créée en septembre 1989, présidée par le maire socialiste de Nantes nouvellement élu Jean-Marc Ayrault, également  député, et administrée exclusivement par l'équipe municipale jusqu'à sa dissolution en février 1995 à la suite des observations de la chambre régionale des comptes.

## Histoire
Ce montage juridique avait pour effet de soustraire apparemment aux règles et contrôles administratifs, notamment ceux du code des marchés publics, les activités confiées par Jean-Marc Ayrault à cette association qui était en quelque sorte le doublon de l'équipe municipale.
Aussi, Omnic se voit allouer annuellement une subvention d'environ 6 millions de francs par an, et confier diverses publications, principalement la confection et la distribution du journal municipal Nantes Passion, ainsi que les campagnes de communications.
Ainsi, Jean-Marc Ayrault, sous couvert de sa qualité de président d'Omnic, confiera, « depuis 1989 et jusqu'au 1er janvier 1994 », l'ensemble de ces activités à une seule et même société, la SNEP (Société nantaise d'édition et de publicité) dirigée par Daniel Nedzela, « connu pour avoir été le financier du parti socialiste dans plusieurs villes de l'ouest », ceci « sans appel formalisé à la concurrence, ni contrat écrit ».
La SNEP se verra de même attribuer par écrit mais sans mise en concurrence de la régie publicitaire du journal municipal (prospection des annonceurs publicitaires et collecte des recettes).
M. Nedzela était de cette façon « bénéficiaire de la commande publique, déguisée en prestation de droit privé entre une association 1901 et sa société ».
La chambre régionale des comptes notait en outre que ces recettes publicitaires échappaient au budget municipal, pour être conservées à 45 % par la SNEP et 55 % par Omnic.

## Critiques de la cour régionale des comptes
La chambre régionale a reproché à M. Ayrault, la sous-traitance à la Snep (Société Nantaise d'édition et de publicité), une entreprise privée menée par Daniel Nedzela, proche et mécène du PS
,, et de faire bénéficier « par l'intermédiaire d'une association transparente, d'une situation privilégiée, insuffisamment contrôlée, pour gérer une régie publicitaire et obtenir des commandes importantes ». La chambre condamnait un « démembrement irrégulier du budget communal » et un « contournement grave des règles du code des marchés publics ».

## Procédure judiciaire
Le 13 juin 1996, Jean-Marc Ayrault, maire socialiste de Nantes, Guy Lorant, son directeur de la communication, et Daniel Nedzela ont été mis en examen par le juge d'instruction Jean-Pierre Pétillon, à la suite d'un rapport de la chambre régionale des comptes de février 1995 pour le non-respect du code des marchés publics.

Le 17 octobre 1997, les accusés comparaissaient devant le tribunal correctionnel de Nantes pour délit de favoritisme envers Daniel Nedzela, directeur de la SNEP.
Le délit portait sur l'attribution d'un marché de 6 millions de francs dont une grande partie serait allée dans les caisses de la SNEP sans suivre la procédure d'attribution des marchés publics
Ayrault s'était défendu de vouloir contourner le code des marchés publics ni un quelconque enrichissement personnel, et motivait ses actes par l'urgence et le souci d'efficacité.
En effet, la formule associative permet d'encaisser les recettes publicitaires et les garder au budget communication sans les fondre dans le budget communal, évitant ainsi de revoter une subvention pour réattribuer ces montants.

## Condamnation
Le procureur avait requis trois mois avec sursis sans amende pour chacun des trois accusés.
Le 19 décembre 1997, Jean-Marc Ayrault est finalement condamné à une peine de six mois de prison avec sursis et 30 000 francs d'amende, condamnation supérieure à la demande du procureur, pour octroi d'avantage injustifié.
Il ne fera pas appel du jugement.
Le prestataire Daniel Nedzela, qui faisait déjà appel d'un jugement rendu le 19 septembre 1997 pour trafic d'influence à trois ans de prison dont six mois ferme et 500 000 francs d'amende, fut condamné à 6 mois de prison avec sursis et 200 000 francs d'amende pour recel d'octroi d'avantage injustifié.
Enfin, Guy Lorant, le directeur de la communication municipale, qui encourait 3 mois de prison, fut condamné à deux mois avec sursis.

## Conséquences de l'affaire
Cette condamnation refait surface dans la presse en 2012, lorsque Jean-Marc Ayrault est pressenti pour occuper le poste de Premier ministre. Du fait de l'ancienneté de la condamnation, Jean-Marc Ayrault bénéficie d'une réhabilitation automatique en 2008 et son casier judiciaire redevient vierge.